# Liste des villes jumelées du Kazakhstan
 (décembre 2016).

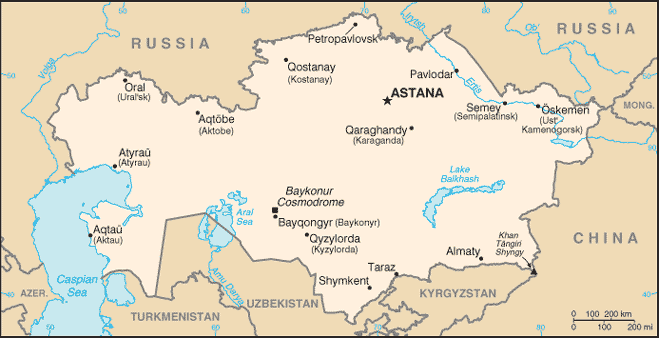
Carte du Kazakhstan.

Ceci est la Liste des villes jumelées du Kazakhstan ayant des liens permanents avec des communautés locales dans d'autres pays. Dans la plupart des cas, en particulier quand elle est officialisée par le gouvernement local, l'association est connue comme « jumelage » (même si d'autres termes, tels que « villes partenaires », « Sister Cities » ou « municipalités de l'amitié » sont parfois utilisés). La plupart des endroits sont des villes, mais cette liste comprend aussi des villages, des districts, comtés, etc., avec des liens similaires.
- Haut – A
- B
- C
- D
- E
- F
- G
- H
- I
- J
- K
- L
- M
- N
- O
- P
- Q
- R
- S
- T
- U
- V
- W
- X
- Y
- Z

## A

### Astana
Riga, Lettonie
 Gdańsk, Pologne, (1996)
 Tbilissi, Géorgie (pays) (2005)
 Manila, Philippines
 Beijing, Chine

## Sources
- (en) Cet article est partiellement ou en totalité issu de l’article de Wikipédia en anglais intitulé « List of twin towns and sister cities in Asia#Kazakhstan » (voir la liste des auteurs).